# Dirty Honey (album)
Dirty Honey – pierwszy oficjalny album zespołu Dirty Honey wydany 23 kwietnia 2021.

## Muzycy
- Mark LaBelle – wokal
- John Notto – gitara elektryczna
- Justin Smolian – gitara basowa
- Corey Coverstone - perkusja

## Lista utworów
1. California Dreamin' - 4:19
2. The Wire - 3:06
3. Tied Up - 3:33
4. Take My Hand - 3:06
5. Gypsy - 4:13
6. No Warning - 3:08
7. The Morning - 3:28
8. Another Last Time - 4:51